# Децим Юний Брут Сцева (консул 325 года до н. э.)
Децим Юний Брут Сцева (лат. Decimus Iunius Brutus Scaeva) — римский политический деятель, консул 325 года до н. э.

## Биография
Децим Юний Брут Сцева происходил из плебейского рода Юниев. В 339 году до н. э., во время Второй Латинской войны, он был назначен начальником конницы при диктаторе Квинте Публилии Филоне. В 325 году до н. э. Децим Юний был избран консулом совместно с Луцием Фурием Камиллом. В тот год вестины заключили союз с самнитами, против которых римляне вели войну. Воевать против вестинов выпало Дециму Юнию. Сперва он разорил вестинские земли и сжёг малые поселения, тем самым вынудив их на открытый бой. В ходе сражения Децим Юний сильно подорвал боеспособность армии вестинов. После этого он приступом взял два вестинских города — Кутину и Цингилию.
В 313 году до н. э. Брут Сцева участвовал в организации латинской колонии Сатикула в Самнии совместно с Марком Валерием Корвом и Публием Фульвием Лонгом.